# 尹宥善
尹宥善（1969年1月17日—），又譯為尹有善、尹由善等，童星出身的韓國女演員。

## 演出作品

### 電視劇

#### 1990年代
- 1994年：MBC《天國的陌生人》
- 1998年：MBC《天涯海角》
- 1998年：KBS《王與妃》飾演 成宗貴人嚴氏

#### 2000年代
- 2000年：KBS《小蓋子》飾演 鄭惠順
- 2001年：MBC《那女人的家》飾演 張泰淑
- 2002年：KBS《魔法兒童MASURI》飾演 李美蘭
- 2003年：MBC《情書》飾演 貞瑪修女
- 2003年：MBC《作文教室》
- 2004年：MBC《冰點》飾演 王僖璟
- 2004年：MBC《火鳥》飾演 精神科醫生
- 2006年：KBS《641家族》飾演 成順雅
- 2006年：MBC《宮》飾演 皇后 閔氏
- 2006年：MBC《再見獨奏》飾演 李美子
- 2006年：MBC《姊姊》飾演 金建淑
- 2006年：KBS《春日華爾滋》飾演 趙慧純
- 2006年：KBS《19歲的純情》飾演 朴允智
- 2007年：SBS《王和我》飾演 月花
- 2007年：MBC《Ground Zero》飾演 李美淑
- 2008年：SBS《不汗黨》飾演 權武淑
- 2008年：KBS《戀愛結婚》飾演 尹惠善
- 2009年：MBC《善德女王》飾演 摩耶夫人
- 2009年：MBC《一枝梅歸來》飾演 燦煥的妻子
- 2009年：KBS《男人的故事》飾演 道宇的媽媽

#### 2010年代
- 2010年：SBS《Giant》飾演 江慕、誠慕的媽媽
- 2010年：KBS《瑪莉外宿中》飾演 李作家
- 2010年 SBS《我的女友是九尾狐》飾演 車敏淑
- 2011年：MBC《夥伴》飾演 莫順
- 2011年：tvN《Birdie Buddy》飾演 趙靜秀
- 2011年：MBC《Highkick3短腿的反擊》飾演 尹宥善
- 2012年：MBC《蠢才松糕》飾演 世珍的媽媽
- 2013年：SBS《張玉貞，為愛而生》飾演 姜氏夫人
- 2013年：KBS《Good Doctor》飾演 吳慶珠
- 2013年：tvN《馬鈴薯星2013QR3》（特別出演）
- 2013年：SBS《好好長大的女兒荷娜》飾演 朱孝善
- 2013年：JTBC《老大》飾演 尹任順
- 2014年：KBS《真是好時節》飾演 趙永蘭
- 2014年：tvN《高校處世王》飾演 振宇的媽媽（特別出演）
- 2014年：SBS《奔跑吧薔薇》飾演 羅研珠
- 2015年：KBS《謝謝你，兒子啊》飾演 尹智慧
- 2015年：MBC《媽媽》飾演 南玉
- 2015年：MBC《她很漂亮》飾演 車惠晶
- 2015年：SBS《六龍飛天》飾演 焚伊（老年）
- 2016年：MBC《獄中花》飾演 延安金氏
- 2016年：SBS《你是禮物》飾演 福順伊
- 2016年：MBC《購物王路易》飾演 洪在淑
- 2016年：KBS《Drama Special－天下無憐》
- 2016年：MBC《舉重妖精金福珠》飾演 俊亨生母（特別出演）
- 2017年：OCN《救救我》飾演 金寶恩
- 2017年：MBC《王在相愛》飾演 殷珊的媽媽（特別出演）
- 2017年：SBS《疑問的一勝》飾演 鞠秀蘭
- 2017年：JTBC《只是相愛的關係》飾演 尹玉
- 2017年：TV朝鮮《在你背上扣球》飾演 李現填的媽媽
- 2018年：MBC《富家公子》飾演 朴賢淑
- 2019年：SBS《江南醜聞》飾演 瑞亨和瑞俊的生母（特別出演）
- 2019年：MBC 《ITEM》飾演申素英的媽媽（特別出演）
- 2019年：tvN《Abyss》飾演 嚴愛蘭
- 2019年：KBS《朝鮮浪漫喜劇–綠豆傳》飾演 千杏秀

#### 2020年代
- 2021年：KBS2《Imitation》飾演 瑪夏的媽媽
- 2021年：tvN《柔美的細胞小將》飾演 柔美的媽媽
- 2022年：MBC 《還有明天》飾演 崔俊雄的媽媽
- 2022年：KBS《魔咒的戀人》飾演 秀光母親
- 2022年：ENA《非常律師禹英禑》飾演 全景熙
- 2022年：JTBC《愛情的理解》飾演 尹美善
- 2023年：Netflix《猎犬》飾演 尹素妍
- 2024年：SBS《财阀X刑警》飾演 高美淑
- 2024年：KBS《美女與純情男》飾演 金善瑩
- 2025年：SBS《我的完美秘書》飾演 李正順
- 2025年：KBS《我奪走了公爵的初夜》飾演 尹德貞

### 電影
- 1974年：《遇見的人》
- 1975年：《一枝梅》
- 1978年：《最後的冬天》
- 1980年：《兩個女人》
- 1980年：《빨주노초파남보》
- 1981年：《冰點81》
- 1985年：《19歲新頭髮》
- 1986年：《88 짝궁들》
- 1994年：《兩個女子的談話》
- 2000年：《情》
- 2002年：《Mission baraba》
- 2007年：《兒子》
- 2008年：《無防備都市》
- 2014年：《另一個家族》
- 2022年：《圣诞颂歌》饰演 文子勋的母亲（特别出演）
- 2024年：《黑色少年》饰演 素妍[3]

## 獲獎紀錄
- 1989年：第25屆百想藝術大賞 - TV部門女子新人演技獎
- 1994年：第32屆大鐘獎 - 最佳女新人
- 2011年：MBC演艺大赏 - 情景剧部门女子最优秀演技奖

## 外部連結
- NAVER （页面存档备份，存于）